# Separati ma uguali

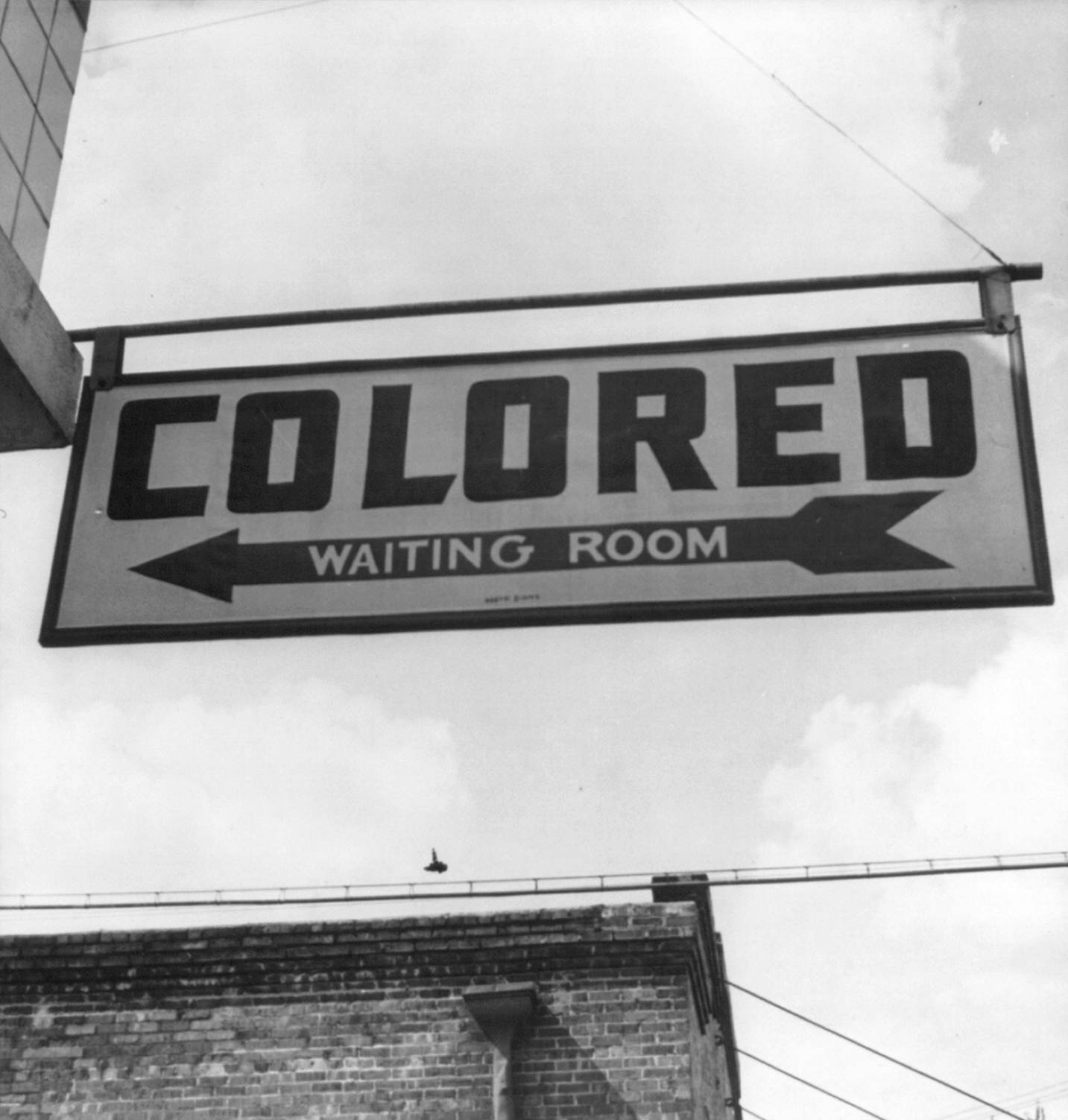
Insegna di un locale solo per afroamericani, 1943

Separati ma uguali (in inglese Separate but equal) era una dottrina legale nella legge costituzionale degli Stati Uniti che giustificava e permetteva la segregazione razziale, reputandola conforme alle linee dettate dal XIV emendamento della Costituzione, il quale garantiva uguale tutela dei diritti a tutti i cittadini, e a tutte le altre leggi federali sui diritti civili. Secondo questo pensiero, divenuto quasi un motto nel Sud, il governo era autorizzato a fornire servizi, strutture pubbliche o private, abitazioni, cure mediche, istruzione, lavoro e trasporti separati, per bianchi e afroamericani essenzialmente, spesso anche per altre minoranze. L'obiettivo era evitare il più possibile il contatto tra le due razze e, almeno sulla carta, fornire servizi distinti ma di uguale qualità.

## Storia
Questa celebre frase proviene da una legge della Louisiana del 1890 che in origine era leggermente diversa (equal but separate, "uguali ma separati"). La radicalizzazione di questa dottrina fu confermata dall'esito del processo Plessy contro Ferguson, del 1896, che sostenne la segregazione operata dai singoli stati. Nonostante la schiavitù fosse stata abolita in tutti gli stati già per volere di Abraham Lincoln, dopo la guerra di secessione molti stati preferirono prendere sempre più le distanze dal governo centrale e, nel Sud specialmente, questo si tradusse con leggi ad hoc che, per esempio, legalizzavano la discriminazione. Nella cosiddetta "era di Jim Crow", iniziata nel 1876, molte leggi a sostegno della comunità nera furono sostituite e molte libertà ridotte o mantenute, tuttavia con l'impossibilità per i singoli di esercitarle se non dopo aver subito intimidazioni o vessazioni, come nel caso del diritto al voto.
Fu solo nel 1954, con il caso Brown contro Board of Education, che la Corte Suprema stabilì una sentenza storica: niente più distinzioni nelle scuole e nella qualità dell'insegnamento. Fu il primo colpo contro la dottrina del separati ma uguali. Ad ogni modo, il superamento di questa fase fu un lungo processo negli Stati Uniti, iniziato negli anni Cinquanta e che si protrasse, tramite il movimento per i diritti civili degli afroamericani e altre proteste, per tutti gli anni Sessanta e i primi Settanta del Novecento, aiutato da svariati casi giudiziari.

## Rifiuto
L'abrogazione di tali leggi restrittive, generalmente note come leggi Jim Crow, rimase un obiettivo principale del Movimento per i diritti civili prima del 1954. In Sweatt contro Painter, la Corte Suprema indirizzò una battaglia legale contro la dottrina quando uno studente volle essere ammesso alla facoltà di Legge in un istituto del Texas finanziato dallo stato. Dal momento che il Texas non aveva simili strutture per neri, la corte rimandò il caso affinché lo stato avesse il tempo di provvedere a crearne una. Tuttavia, la Corte Suprema ordinò che lo studente fosse ammesso alla scuola per bianchi sulla base del semplice fatto che il motto "separati ma uguali" aveva fallito anche nel fornire strutture alla pari, poiché c'erano troppi fattori tangibili di squilibrio e discriminazione (pochi servizi, meno sbocchi lavorativi...). Mentre valutava la situazione, la corte del Texas sostenne che questi squilibri fossero solo elementi temporanei e comunque segno di un approccio all'uguaglianza. Quello stesso giorno, la Corte Suprema in McLaurin contro Oklahoma State Regents decretò che le leggi di segregazione in Oklahoma erano completamente avulse dal principio "separati ma uguali". Questi casi portarono a far discutere l'intera nazione sulla qualità dell'istruzione e della professionalità nel lavoro.

Con il caso Brown contro Board of Education, i procuratori del NAACP si riferirono alla frase originale "uguali ma separati" usata in Plessy contro Ferguson definendola un astuto tentativo di mascherare la segregazione dietro una finta legge. Il NAACP, guidato da colui che in seguito divenne membro della Corte Suprema, Thurgood Marshall, con successo sfidò la dottrina discriminatoria e la Corte votò per ribaltare ben sessanta leggi accolte dopo il caso Plessy. La Corte dichiarò incostituzionali le leggi di segregazione nelle scuole. In caso affine, Bolling v. Sharpe, a Washington, abolì tali leggi a livello federale. La corte così sentenziò:
(Corte di Washington D.C.)
Nonostante questa vittoria, ci vollero almeno dieci anni e l'intervento del Movimento per i diritti civili per giungere al Civil Rights Act del 1964, che estinse definitivamente ogni forma di segregazione in tutte le aree pubbliche, sui mezzi di trasporto e sul luogo di lavoro. Per di più nel 1967 la Corte Suprema, dopo il caso Loving v. Virginia, dichiarò il "Racial Integrity Act" del 1924 (Atto per preservare la razza, che impediva l'unione tra persone di razza diversa) incostituzionale, così come le altre leggi de genere approvate negli USA.
Nel 1975, Jake Ayers Sr. archiviò una battaglia legale contro il Mississippi, affermando che aveva dato finanziamenti maggiori alle scuole per bianchi. Il caso fu risolto nel 2002, quando la corte locale destinò ben 503 milioni di dollari a tre storici college per afroamericani, diluiti in 17 anni.